# 623
623 (DCXXIII) je bilo navadno leto, ki se je po julijanskem koledarju začelo na soboto.

## Dogodki
- nastane državna zveza kralja Sama. Pridružena ji je Karantanija z imenom marca Vinedorum. Vlada ji vojvoda Valuk (Wallacus dux Winedorum).
- Samova plemenska zveza se upre obrski nadoblasti.

## Rojstva
- 28. marec - Marvan I. ibn al-Hakam, četrti kalif Umajadskega kalifata (684-685), († 685)